# Boss (månekrater)
 For alternative betydninger, se Boss. (Se også artikler, som begynder med Boss)
Boss er et nedslagskrater på Månen. Det befinder sig langs den nordøstlige rand af Månens forside og er opkaldt efter den amerikanske astronom Lewis Boss (1846 – 1912).
Navnet blev officielt tildelt af den Internationale Astronomiske Union (IAU) i 1964.
På grund af dets placering ses det fra siden, når det ses fra Jorden, så dets synlighed er afhængig af libration. Observation af krateret rapporteredes første gang i 1963 af Ewen Whitaker.

## Omgivelser
De nærmeste kratere er Vashakidze mod sydøst på Månens bagside og det stærkt eroderede Riemannkrater mod syd. Længere mod sydvest ligger det fremtrædende Gausskrater, og mod nord-nordvest ligger Mare Humboldtianum.

## Karakteristika
Bosskrateret er ikke blevet særlig eroderet af nedslag, og det har derfor en veldefineret ydre rand uden nedslagskratere af betydning. Den indre kratervæg er bred og har en overflade, som falder i terrasser. Kraterbunden har en lav central top, som er lidt forskudt mod nord i forhold til kratermidten.

## Satellitkratere
De kratere, som kaldes satellitter, er små kratere beliggende i eller nær hovedkrateret. Deres dannelse er sædvanligvis sket uafhængigt af dette, men de får samme navn som hovedkrateret med tilføjelse af et stort bogstav. På kort over Månen er det en konvention at identificere dem ved at placere dette bogstav på den side af satellitkraterets midte, som ligger nærmest hovedkrateret. Bosskrateret har følgende satellitkratere:
| Boss | Længde  | Bredde  | Diameter |
| ---- | ------- | ------- | -------- |
| A    | 52,3° N | 80,3° Ø | 27 km    |
| B    | 52,0° N | 77,1° Ø | 12 km    |
| C    | 52,2° N | 76,4° Ø | 21 km    |
| D    | 44,° N  | 87,° Ø  | 15 km    |
| F    | 54,° N  | 86,° Ø  | 36 km    |
| K    | 49,° N  | 80,° Ø  | 19 km    |
| L    | 50,° N  | 82,° Ø  | 40 km    |
| M    | 52,° N  | 83,° Ø  | 13 km    |
| N    | 52, N   | 85,° Ø  | 16 km    |

## Måneatlas
- Billeder af Bosskrateret i LPI-måneatlasset